# (2456) Palamedes
(2456) Palamedes – planetoida z grupy trojańczyków okrążająca Słońce w ciągu 11 lat i 238 dni w średniej odległości 5,14 au. Została odkryta 30 stycznia 1966 roku w Obserwatorium Astronomicznym Zijinshan w Nankinie. Nazwa planetoidy pochodzi od Palamedesa, jednego z uczestników wojny trojańskiej. Przed nadaniem nazwy planetoida nosiła oznaczenie tymczasowe (2456) 1966 BA1.